# Wilhelm Otto Dietrich
Wilhelm Otto Dietrich (né le 30 juillet 1881 à Senden près de Neu-Ulm ; mort le 26 mars 1964  à Berlin) était un paléontologue allemand (puis est-allemand), qui s'intéressait particulièrement à l'étude des mammifères du Tertiaire et du Quaternaire. Il était conservateur de paléontologie au Musée d'histoire naturelle de Berlin.

## Biographie
Il était le fils du directeur d'usine Otto et Maria née Kramer. Il fit ses études secondaires à Ulm et étudia la géologie et la paléontologie à partir de 1899 à l'Université de Stuttgart, avant d'être transféré en 1901 à l'Université de Tübingen, où il obtint son doctorat en 1903 sous la direction d'Ernst Koken (le plus ancien gravier du Danube  sur la route Immendingen-Ulm[pas clair]). Il a ensuite poursuivi ses études à l'Université Albert Ludwig de Fribourg pour poursuivre ses études en pétrographie. En 1904, il devient assistant d'Ernst Anton Wülfing à l'Institut géologique et minéralogique de l'Université technique de Dantzig, alors nouvellement fondé et où il participe au développement du département. En 1907, il dut être soigné en Suisse pour une otospongiose, mais il a progressivement perdu l'audition et est devenu complètement sourd. En 1908, il devient assistant d'Eberhard Fraas au Cabinet royal d'histoire naturelle de Stuttgart et participe à des fouilles paléontologiques de mammifères de la période glaciaire à Steinheim an der Murr, notamment un cerf géant et un mammouth exposé au musée de Stuttgart en 1910. En 1911, il devient l'assistant de Wilhelm von Branca à l'Institut et musée géologique et paléontologique de l'Université Humboldt de Berlin. Il y resta jusqu'à la fin de sa carrière, devenant assistant en chef et conservateur (après von Branca sous Josef Felix Pompeckj et Hans Stille). Il prend sa retraite en 1959. Mais il a continué à travailler à l'institut, dans le sous-sol duquel il avait emménagé après les bombardements de la Seconde Guerre mondiale. Il est mort d'une pneumonie en 1964.
Outre la paléontologie des mammifères, il a également étudié les foraminifères, les coraux, les moules et les escargots dans les collections du musée. Parmi les mammifères, il préférait la faune africaine du Tertiaire et du Quaternaire, notamment les éléphants, les carnivores et les ongulés, mais aussi les singes et les rongeurs, évaluant les expéditions de Tendaguru et d'autres expéditions comme celle de Kohl. Pendant de nombreuses années, il a rédigé des rapports sur les découvertes de nouveaux fossiles de mammifères dans le New Yearbook for Mineralogy, Geology and Paleontology.

### Hommages
En 1957, il reçoit la médaille Hans Stille. En 1942, il devient membre honoraire de la Société paléontologique et membre honoraire de l'Association du Wurtemberg pour l'histoire naturelle patriotique (1956) et de l'Association géologique du Rhin supérieur (1959). En 1962, il reçut l'Ordre patriotique du mérite en argent.

### Vie privée
Il épousa Lotte Trendelenburg, fille d'un conseiller privé, en 1921 ; leur fils est mort sur le front de l'Est pendant la Seconde Guerre mondiale.